# Fernanda Montenegro
Fernanda Montenegro, pseudonimo di Arlette Pinheiro da Silva Torres (Rio de Janeiro, 16 ottobre 1929), è un'attrice brasiliana, prima latinoamericana ad esser stata candidata al Premio Oscar alla miglior attrice.

## Biografia
Fernanda Montenegro è nata a Campinho, un quartiere di Rio de Janeiro, nel 1929, figlia di Victorino Pinheiro da Silva, un falegname, a sua volta figlio di immigrati portoghesi originari della regione di Trás-os-Montes e Alto Douro, e di Carmen Nieddu, una casalinga, figlia a sua volta di una coppia di italiani originari della Sardegna (i nonni materni, Pietrino Nieddu e Maria Pinna, provenivano rispettivamente da Teulada e da Bonarcado).
Ha raggiunto il successo col film Pecado Mortal, del 1970, divenendo poi molto popolare per le sue frequenti apparizioni alla televisione brasiliana. È considerata una delle star delle telenovelas, alcune delle quali sono state trasmesse da Rete 4 e da TMC negli anni ottanta-novanta: Brillante, Destini, Adamo contro Eva, Doppio imbroglio, Cara a cara. Ha svolto anche l'attività di attrice teatrale.
Nel 1975 ha doppiato Jeanne Moreau nel film brasiliano Joanna la francese.
Nel 1998 ha recitato nel film di Walter Salles, Central do Brasil, interpretando il ruolo di Dora, che le fece ottenere la nomination all'Oscar come miglior attrice protagonista, infine vinto da Gwyneth Paltrow. Prima di lei nessuna brasiliana - e più in generale latinoamericana - era stata candidata in questa categoria.
Nel 2013 ha ottenuto il Troféu Mário Lago come riconoscimento alla carriera, ed è stata candidata al premio Emmy alla migliore attrice per il ruolo svolto nella miniserie Doce de Mãe.
Nel 2021 è stata ammessa all'Accademia brasiliana delle lettere.
Nel 2024, a 95 anni, è stata inserita nel Guinness dei Primati, quale persona più anziana a essersi cimentata in una lettura pubblica. L'attrice ha scelto di declamare alcuni passaggi di un'opera di Simone de Beauvoir, La cerimonia degli addii, al Parco Ibirapuera di San Paolo. Erano presenti 15.000 spettatori. 

## Vita privata
Fernanda Montenegro è madre dell'attrice Fernanda Torres e del regista Cláudio Torres, avuti dal collega Fernando Torres che ha sposato nel 1954. Nel 2008 è rimasta vedova.

## Omaggi
- Viene citata nella canzone Todas as Mulheres do Mundo di Rita Lee.

## Filmografia parziale

Fernanda Montenegro, 1967.

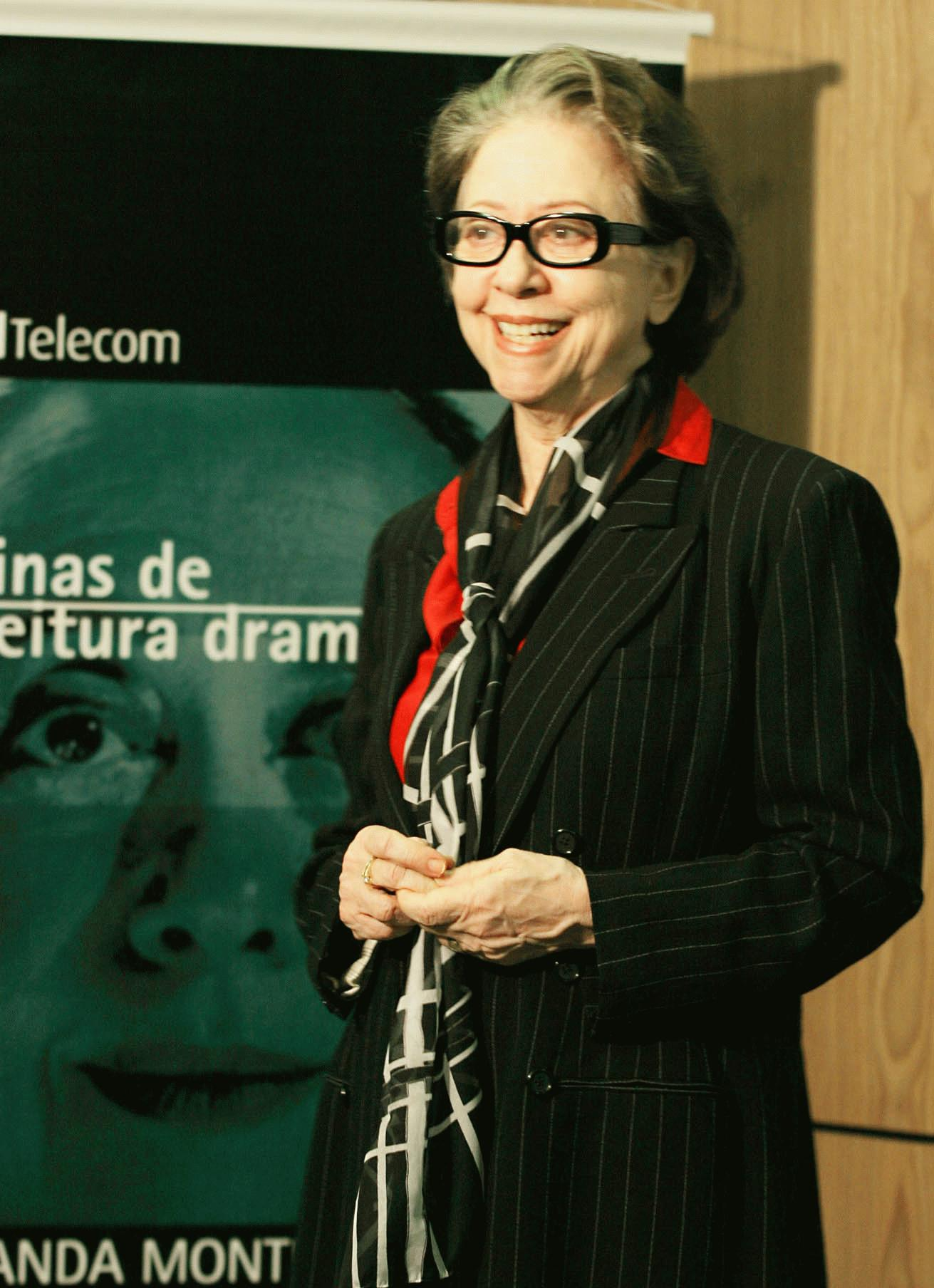
Fernanda Montenegro

### Telenovelas e miniserie
- A Morta sem espelho
- Pouco amor não é amor
- Sonho de amor
- Vitoria (1964)
- Calunia
- Redenção (1966)
- A Muralha (1968)
- Sangue do meu sangue (1969)
- Cara a cara (1979)
- Destini (Baila Comigo) (1981)
- Brillante (Brilhante) (1981)
- Adamo contro Eva (Guerra dos Sexos) (1983)
- Doppio imbroglio (Cambalacho) (1986)
- Rainha da Sucata (1990)
- Il paradiso del male (Riacho doce) (1990)
- O Dono do mundo (1991)
- Renascer (1993)
- O Mapa da Mina (1993)
- Incidente em Antares di Paulo José (1994)
- A Comédia da vida privada (1994)
- Zazà (1997)
- O Auto da Compadecida di Guel Arraes (1999)
- Você decide
- As Filhas de mãe (2001)
- Pastores da noite di Mauricio Farias e Sergio Machado (2001)
- Terra nostra 2 - La speranza (Esperança) (2002)
- Hoje & dia de Maria (2005)
- Hoje & dia de Maria 2 (2005)
- Belíssima (2005)
- Queridos amigos (2008)
- O Natal do menino imperador (2008)

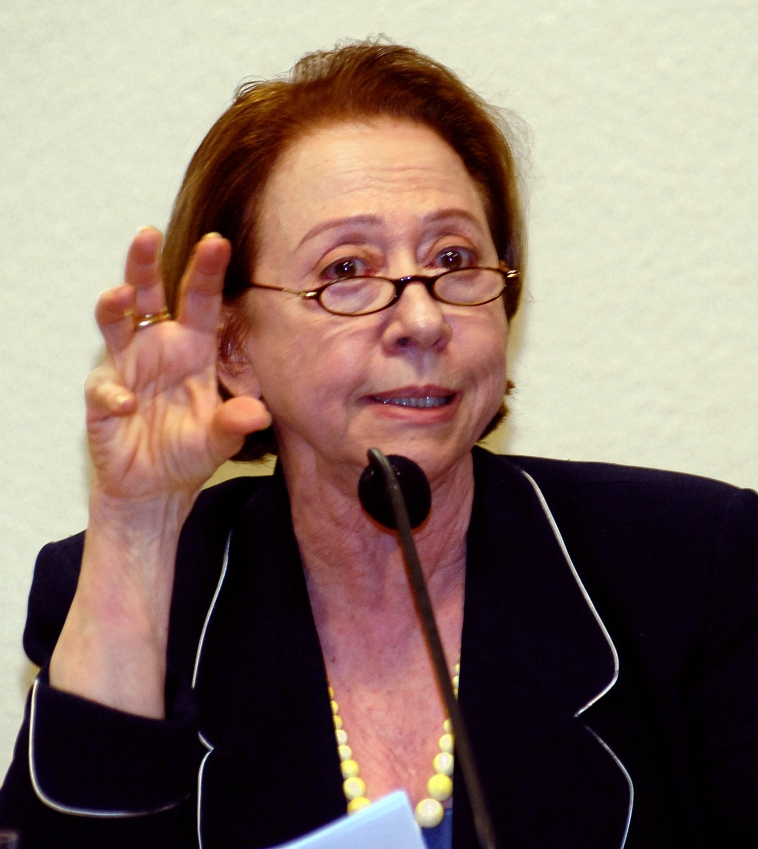
Fernanda Montenegro

- Passione (2010)
- As Brasileiras (2012)
- Doce de Mãe (2012)
- Babilonia (2015)

### Cinema
- A Falecida (1965)
- Em Família (1970)
- Minha Namorada (1970)
- Pecado Mortal (1970)
- A Vida de Jesus Cristo (1971)
- Missa do Galo (1974)
- Marília e Marina (1976)
- Tudo Bem (1978)
- Non portano lo smoking (Eles não usam black tie) (1981)
- A Hora da Estrela (1985)
- Trancado por Dentro (1986)
- Fogo e Paixão (1988)
- Veja Esta Canção (1994) (episodio "Samba do Grande Amor")
- 4 giorni a settembre (O que é isso, companheiro?) (1997)
- Central do Brasil (1998)
- Traição (1998) (episodi "O Primeiro Pecado", "Diabólica" e "Cachorro!")
- Gêmeas, regia di Andrucha Waddington (1999)
- O Auto da Compadecida (2000)
- O Outro Lado da Rua (2004)
- Olga (2004)
- Redentor (2004)
- Casa de Areia (2005)
- L'amore ai tempi del colera (Love in the Time of Cholera) (2007)
- Rio, eu te amo, registi vari (2014)
- La vita invisibile di Eurídice Gusmão (A vida invisível), regia di Karim Aïnouz (2019)
- Io sono ancora qui (Ainda estou aqui), regia di Walter Salles (2024)
- Vitória, regia di Andrucha Waddington (2025)

### Doppiaggio
- Mãos Sangrentas (1955, non accreditata)
- Joanna la francese (1975)

## Riconoscimenti
- Premio Oscar
  - 1999 – Candidatura per la miglior attrice protagonista per Central do Brasil
- Golden Globe
  - 1999 – Candidatura per la migliore attrice in un film drammatico per Central do Brasil
- Festival internazionale del cinema di Berlino
  - 1998 – Orso d'argento per la migliore attrice per Central do Brasil
- National Board of Review
  - 1998 – Miglior attrice per Central do Brasil
- New York Film Critics Circle Awards
  - 1998 – Candidatura per la miglior attrice protagonista per Central do Brasil
- Satellite Award
  - 1999 – Candidatura per la migliore attrice per Central do Brasil
- Los Angeles Film Critics Association Awards
  - 1998 – miglior attrice per Central do Brasil (ex aequo con Ally Sheedy per High Art)
- International Emmy Awards
  - 2013 – Miglior attrice per Sweet Mother
  - 2015 – Candidatura per la miglior attrice per Doce de Mãe
- Taormina Film Fest
  - 1980 – Miglior attrice per Tudo Bem (condiviso con Zezé Motta)
- Tribeca Film Festival
  - 2004 – Miglior attrice per O Outro Lado da Rua
- Festival internazionale del cinema di San Sebastián
  - 2004 – Horizons Award, menzione speciale per O Outro Lado da Rua
- National Society of Film Critics Awards
  - 1999 – Candidatura per la miglior attrice per Central do Brasil
- Premio Chlotrudis
  - 1999 – Candidatura per la miglior attrice per Central do Brasil
- CinEuphoria Awards
  - 2014 – Miglior attrice in un cortometraggio (concorso internazionale) per A Dama do Estácio
- Ft. Lauderdale International Film Festival
  - 1998 – Migliore attrice, premio della critica per Central do Brasil
- FESTin Lisboa Film Festival
  - 2013 – Migliore attrice in un cortometraggio, menzione d'onore per A Dama do Estácio
- Online Film & Television Association
  - 1999 – Miglior attrice drammatica per Central do Brasil
- Festival internazionale del cinema di Guadalajara
  - 2006 – Premio Mayahuel per la migliore attrice per Casa de Areia (condiviso con Fernanda Torres)
- Festival internazionale del cinema di Rio de Janeiro
  - 2007 – Premio FIPRESCI
- SESC Film Festival
  - 1999 – Premio della critica alla miglior attrice per Central do Brasil
  - 1999 – Premio del pubblico alla miglior attrice per Central do Brasil
- Cinema Brazil Grand Prize
  - 2005 – Miglior attrice per O Outro Lado da Rua
- Gramado Film Festival
  - 2011 – Oscarito Trophy
  - 2014 – Premio speciale della giuria (concorso brasiliano) per Infância
- Havana Film Festival
  - 1998 – Migliore attrice per Central do Brasil
- Recife Cine PE Audiovisual Festival
  - 2004 – Calunga Trophy per la miglior attrice per O Outro Lado da Rua
- Troféu Imprensa
  - 1969 – Migliore attrice per A Muralha
  - 1982 – Migliore attrice per Brillante
  - 1984 – Migliore attrice per Adamo contro Eva
  - 1987 – Migliore attrice per Cambalacho
  - 1992 – Migliore attrice per O Dono do Mundo

## Doppiatrici italiane
In Italia Fernanda Montenegro è stata doppiata da:
- Marzia Ubaldi in Terra nostra 2 - La speranza, L'amore ai tempi del colera
- Angela Parodi in Cara a cara
- Germana Dominici in Destini
- Liliana Feldmann in Brillante
- Solvejg D'Assunta in Adamo contro Eva
- Anna Teresa Eugeni in Doppio imbroglio
- Graziella Polesinanti in Central do Brasil
- Grazia Migneco in La vita invisibile di Eurídice Gusmão
- Anna Cesareni in Io sono ancora qui